# ماریا والورده
ماریا والوِرده رودریگِـس (اسپانیایی: María Valverde Rodríguez‎؛ ‏زاده ۲۴ مارس ۱۹۸۷) بازیگر اسپانیایی است.

## زندگی شخصی

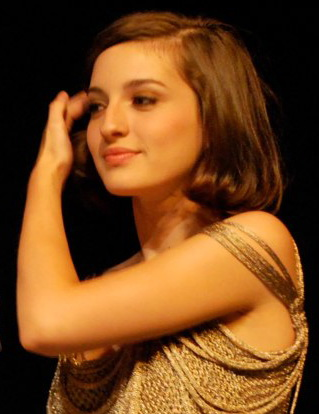
ماریا والورده رودریگس بازیگر اسپانیایی

وی از سال ۲۰۰۹ تا ۲۰۱۴ با بازیگر اسپانیایی، ماریو کاساس، در رابطه بود که با او در سه فیلم بازی کرده‌است. در مارس ۲۰۱۷، والورده با گوستاوو دودامل، رهبر ارکستر ونزوئلایی ازدواج کرد.

## گزیدهٔ فیلم‌شناسی
- گالوستون (۲۰۱۸)
- غوطه‌ور (۲۰۱۷)
- علی و نینو (۲۰۱۶)
- اسب‌های شکسته (۲۰۱۵)
- خروج: خدایان و پادشاهان (۲۰۱۴)
- آزادی‌خواه (۲۰۱۳)
- قاطر (۲۰۱۳)
- می‌خواهمت (۲۰۱۲)
- مادرید، ۱۹۸۷ (۲۰۱۱)
- سه قدم بالاتر از بهشت (۲۰۱۰)
- کراکز (۲۰۰۹)
- ملیسا پی. (۲۰۰۵)